# Aire urbaine de La Tour-du-Pin
L'aire urbaine de La Tour-du-Pin est une ancienne aire urbaine française centrée sur l'agglomération isèroise de La Tour-du-Pin. Lors du redécoupage des unités et aires urbaines de 2010, l'INSEE l'a intégrée à l'aire urbaine de Lyon. En 2006, ses 13 013 habitants en faisaient 331e aire urbaine de France.

## Caractéristiques
Le tableau suivant détaille la répartition de l'aire urbaine sur le département (les pourcentages s'entendent en proportion du département) :
| Département | Communes | Communes (%) | Superficie (km²) | Superficie (%) | Population (1999) | Population (%) |
| ----------- | -------- | ------------ | ---------------- | -------------- | ----------------- | -------------- |
| Isère       | 5        | 0,9          | 45,16            | 0,6            | 13 013            | 1,2            |

## Composition
| Code INSEE | Commune                 | Type        | Département | Superficie (km²) | Population (1999) | Densité (hab./km²) |
| ---------- | ----------------------- | ----------- | ----------- | ---------------- | ----------------- | ------------------ |
| 38076      | La Chapelle-de-la-Tour  | Pôle urbain | Isère       | +0009,04         | +0 0001 384,      | +00153,1           |
| 38377      | Saint-Clair-de-la-Tour  | Pôle urbain | Isère       | +0009,24         | +0 0002 677,      | +00289,72          |
| 38381      | Saint-Didier-de-la-Tour | Pôle urbain | Isère       | +0014,63         | +0 0001 419,      | +00096,99          |
| 38401      | Saint-Jean-de-Soudain   | Pôle urbain | Isère       | +0007,48         | +00 000980,       | +00131,02          |
| 38509      | La Tour-du-Pin          | Pôle urbain | Isère       | +0004,77         | +0 0006 553,      | +01 373,79         |
|            | Total                   |             |             | +0045,16         | +00013 013,       | +00288,15          |